# Su-Shu Huang
Su-Shu Huang (黃授書, 16 de abril de 1915 - 15 de setembro de 1977) foi um astrofísico norte-americano nascido na China. 

## Carreira
Formado pela Universidade de Chicago, Huang começou sua carreira com o estudo dos coeficientes de absorção contínua de sistemas de dois elétrons, mas eventualmente seu foco de pesquisa voltou-se para o estudo de atmosferas estelares, transferência radiativa e sistemas estelares binários e múltiplos. Nos anos seguintes, Huang começou a cobrir o tema da vida em planetas extra-solares e seus pré-requisitos, cunhando o termo "zona habitável" para se referir à região ao redor de uma estrela onde os planetas podem suportar água líquida em suas superfícies em uma conferência de 1959 da Sociedade Astronômica do Pacífico.